# Synagogue de Sataniv
La synagogue de Sataniv, est un bâtiment construit en 1532 à Sataniv, peut-être la plus ancienne d'Ukraine.

## Historique
Construite comme une synagogue forteresse, selon les sources 1514 ou 1532, elle fut confisquée en 1932 par le pouvoir soviétique et ne fut rénovée qu'à partir de 2012.

## Galerie

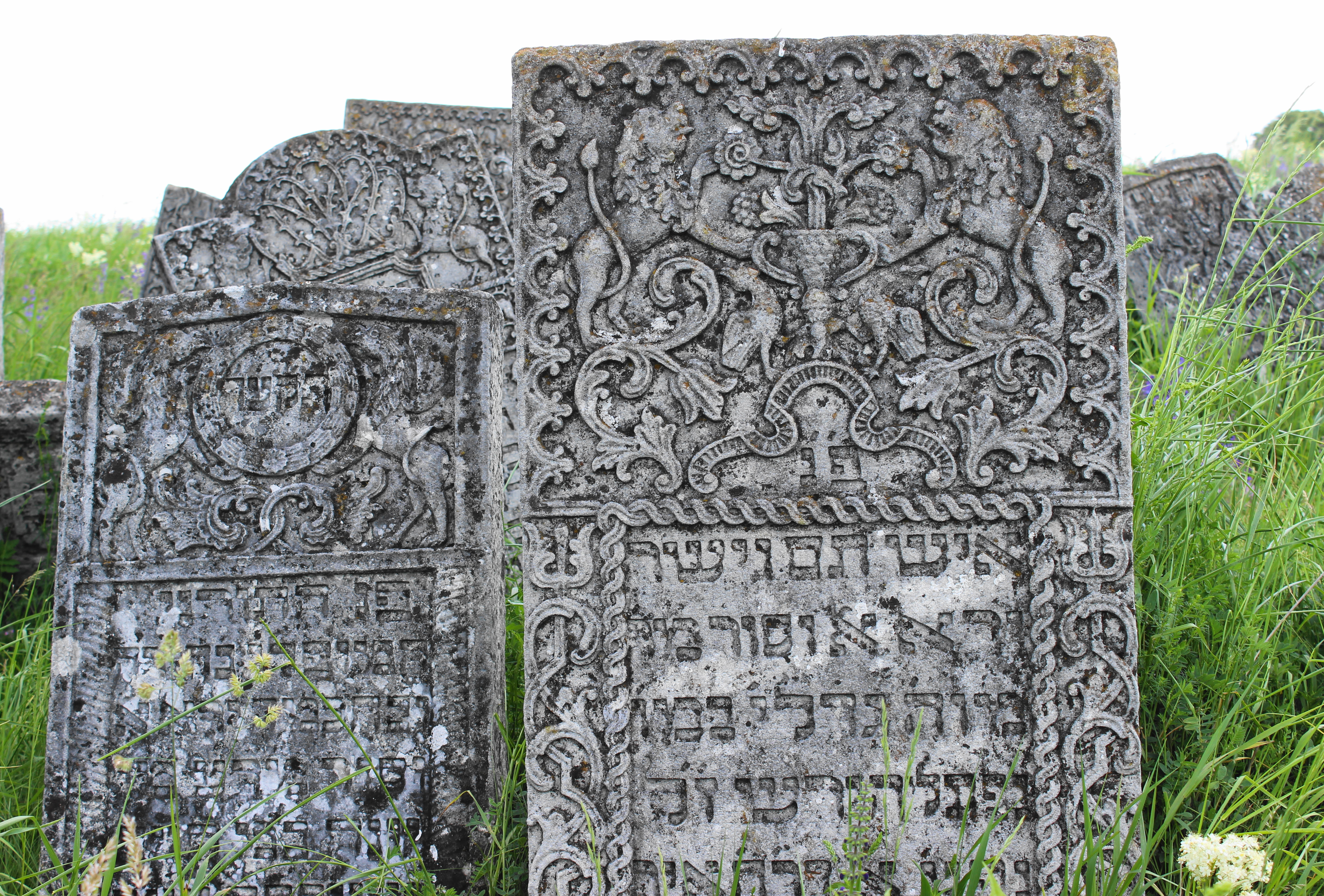
Le cimetière juif,
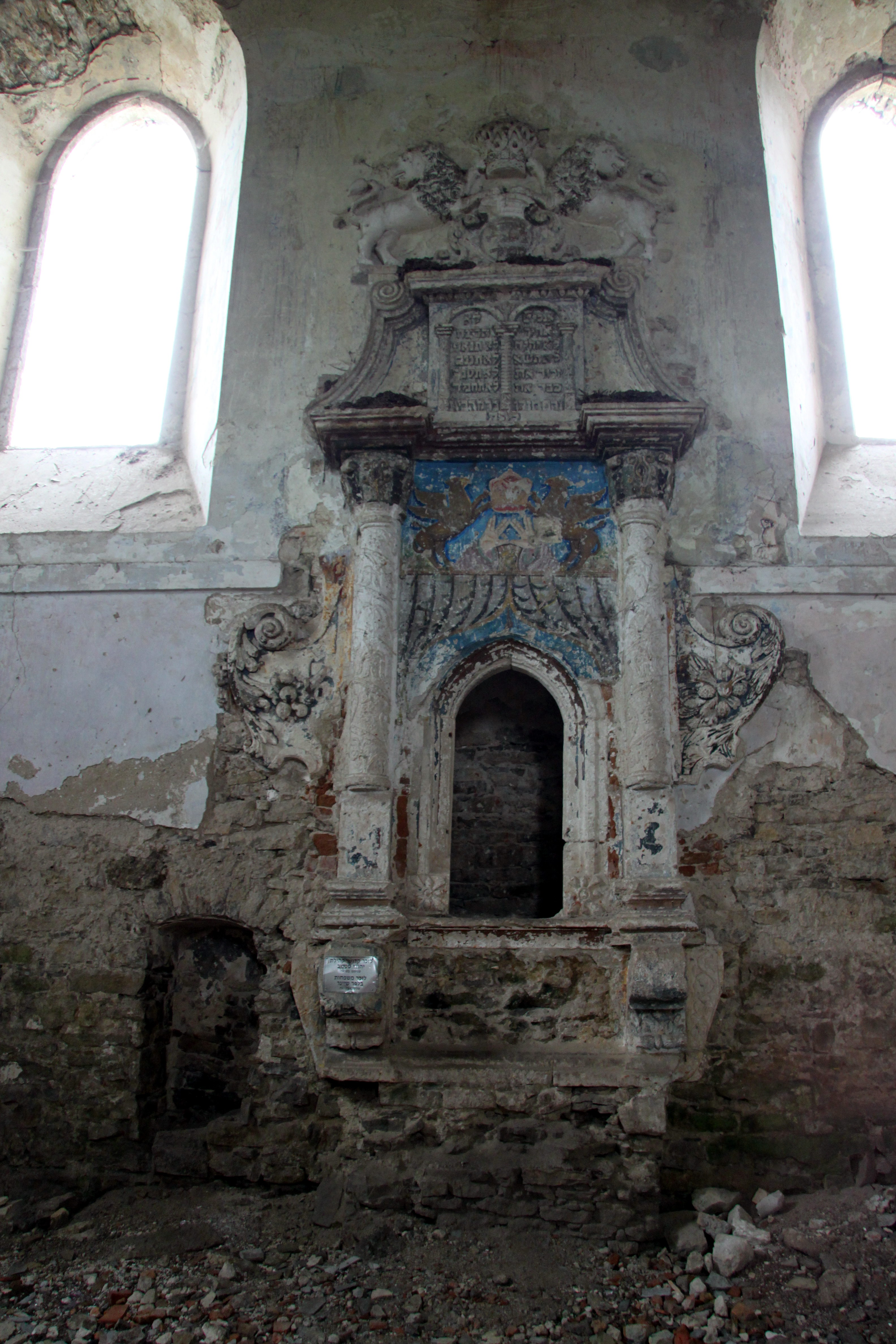
l'arche de la torah,
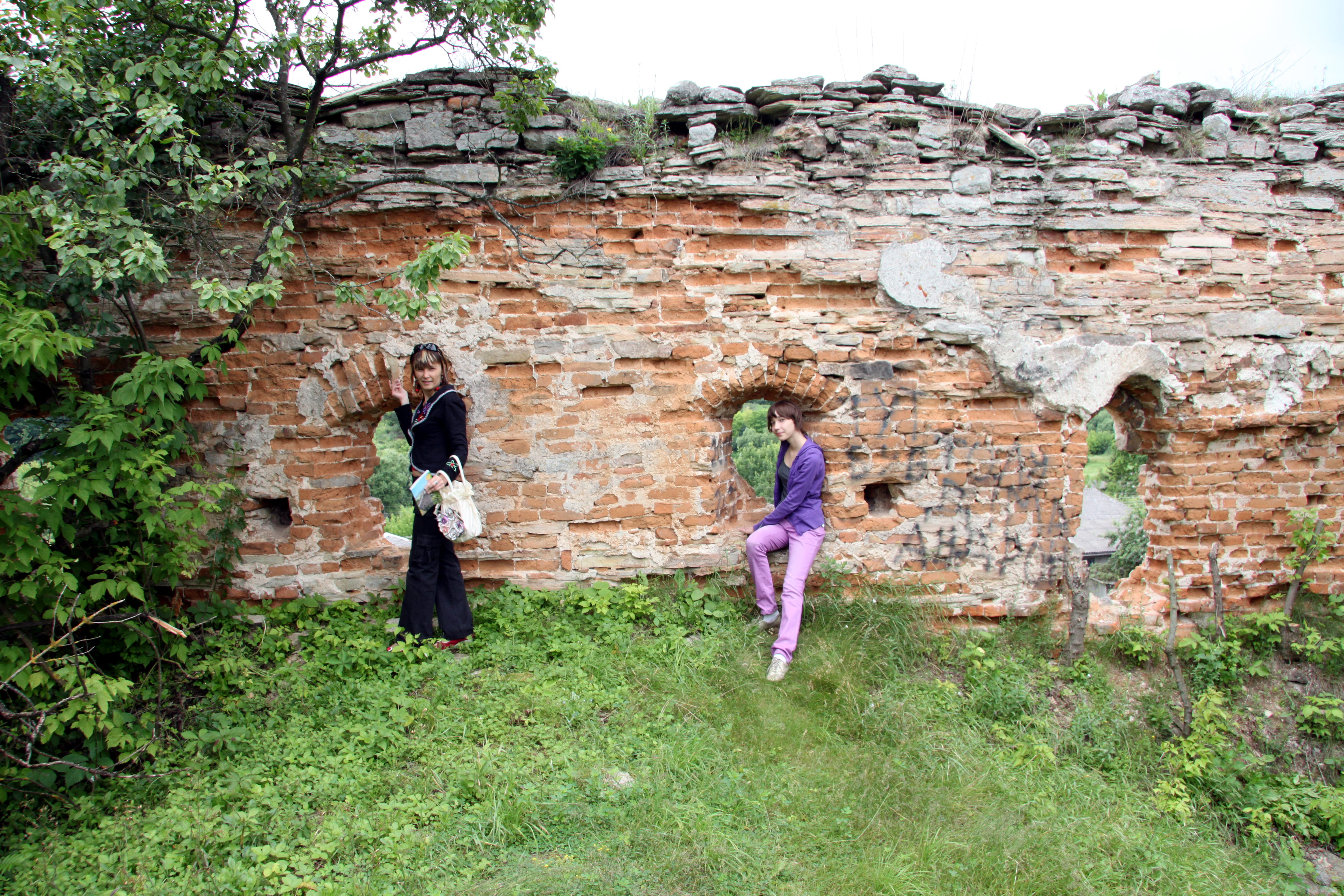
en 2010,
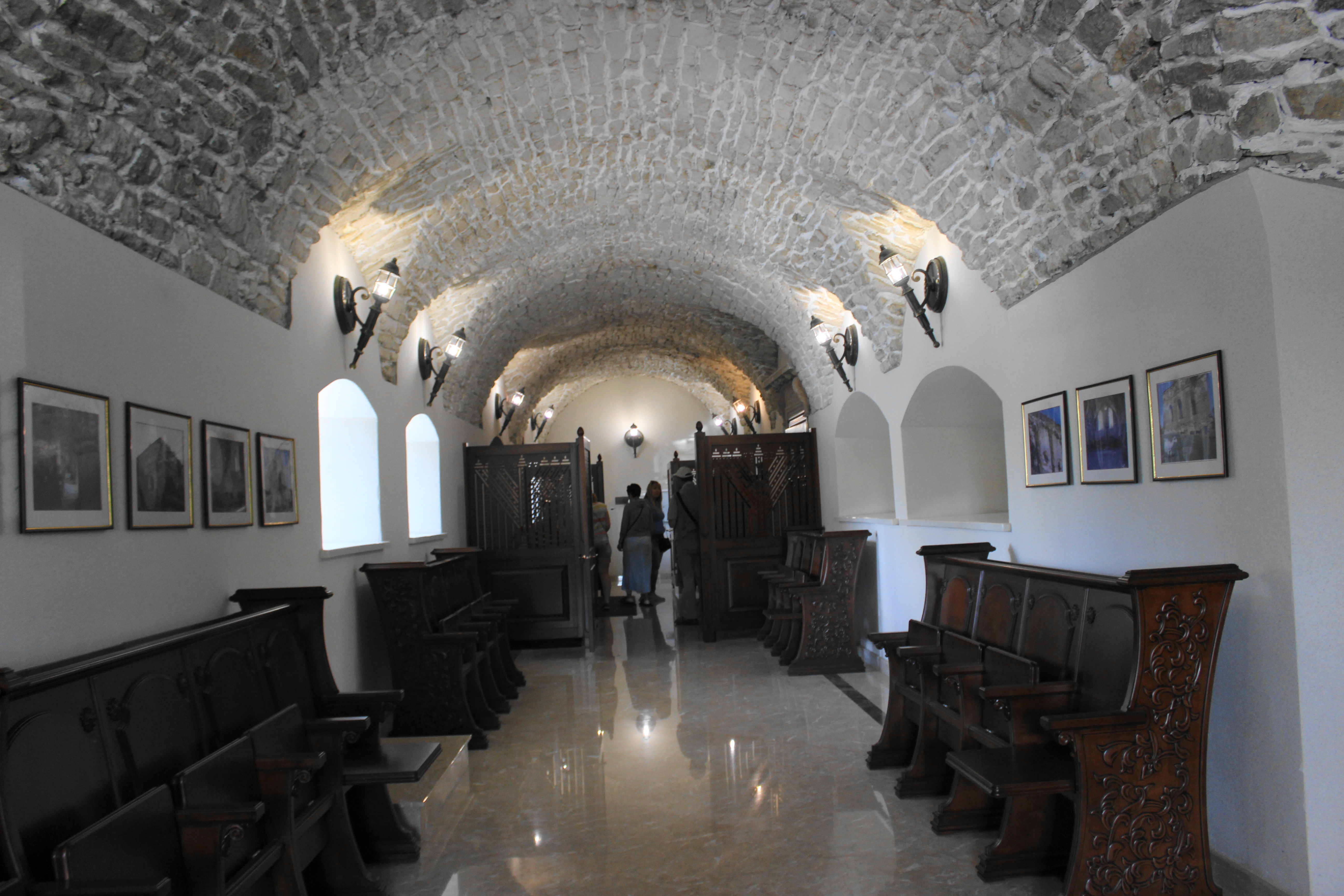
intérieur en 2015.